# 268
سنة 268 م (بالأرقام الرومانية: CCLXVIII) كانت سنة كبيسة تبدأ يوم الأربعاء (الرابط يظهر نموذج الجدول الزمني الكامل للسنة) من التقويم اليولياني. بدأت تسمية السنة ب268 منذ العصور الوسطى المبكرة، عندما أصبح تقويم أنو دوميني هو الأسلوب السائد في أوروبا لتسمية السنوات.

## أحداث
- ظهور القوط الغربيون

## وفيات
- جذيمة الأبرش، ثالث ملوك تنوخ